# 頼杏坪

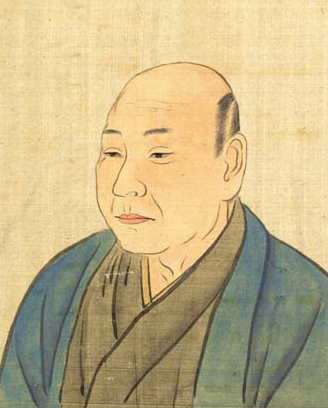
頼杏坪（谷文晁『近世名家肖像』）

頼 杏坪（らい きょうへい、宝暦6年（1756年）7月 - 天保5年7月23日（1834年8月27日））は、江戸時代の儒学者、広島藩士。諱は惟柔（ただなご）、字は千祺（せんき）・季立、号は春草堂、通称は万四郎、別号に春草・杏翁。

## 略伝
宝暦6年（1756年）7月、父の頼惟清（亨翁）と母の仲子（道工氏）の四男として竹原に生まれる。通称は万四郎。長兄が頼春水、次兄と五弟が死亡し、三兄が頼春風。頼山陽は兄の春水の子で、杏坪は叔父に当たる。
杏坪は7歳のとき母に死別し、父と兄に育てられた。家は商家で、父は学問好きであった。25歳のときに大坂に出て儒学を学び、その後兄の春水と共に江戸にも出て服部栗斎に師事した。30歳で広島藩学問所（現修道中学校・修道高等学校）の儒官に迎えられ、天明5年（1785年）広島藩主の子の浅野斉賢の教育係となった。
春水・春風・杏坪の頼三兄弟は、とみに文才に恵まれた儒者であり、多くの優れた漢詩を残すなど、レベルの高い共通点を持ち合わせると共に、個性を生かしてそれぞれの分野で後世に名を残した。杏坪が二人の兄と異なるのは、地方行政官として歩んだ足跡である。しかも、普通の人なら隠居する50代半ばを過ぎてから、郡代官や三次町奉行として藩政の一端に加わった。
杏坪が三次郡・恵蘇郡の代官になったのは文化10年（1813年）10月で、58歳のときだった。その後、三上郡・奴可郡を加えた備後国北部4郡（現在の三次市・庄原市、双三郡・比婆郡）の代官を歴任、備北各地の村々を歩いて農民の声を聞き、政治に反映しようと努めた。当時、備北地方は百姓一揆伝統の地と言われた。飢餓に備えて柿を植えたり、神社に老人を集めて敬老会を催したなどの話はよく知られている。
文政11年（1828年）、杏坪は三次町奉行に任じられ、4月、家族をあげて三次に転居してきた。このときすでに73歳で、三次に在任したのはわずか2年であった。文政12年（1829年）2月には京都から甥の頼山陽が三次にある杏坪の役宅運甓居を訪れ、漢詩を残している。
文政13年（1830年）閏3月、杏坪は三次町奉行を辞して広島に引き上げた。天保5年（1834年）79歳で病没、比治山の安養院（現在の多聞院）に葬られた。嫡子は頼采真（舜燾）。
『芸備孝義伝』や『芸藩通志』などの藩史編纂に携わったほか、「原古編」「春草堂詩鈔」などの著作がある。
明治42年（1909年）、従四位を追贈された。